# 中国人民解放军文化艺术中心电影电视制作部
中国人民解放军文化艺术中心电影电视制作部，厂标为中国人民解放军八一电影制片厂，简称八一电影制片厂，位于北京市丰台区广安门外六里桥北里甲1号，隶属中国人民解放军文化艺术中心。是中國唯一的軍隊電影製片機構，始建於1952年8月1日，以拍攝軍事題材影視片為主，具有攝製故事片、戰地紀實片、軍事教育片、新聞紀錄片、國防科研片、電視劇等多片種生產能力。

## 沿革
1951年3月，中央人民政府人民革命军事委员会总政治部决定在中国人民解放军序列内成立电影制片厂，经政务院文化教育委员会审议批准，暂名为中央人民政府人民革命军事委员会总政治部军事教育电影制片厂。建厂筹备委员会的主任委员为总政治部文化部部长陈沂，副主任委员是北京电影制片厂副厂长汪洋、训练总监部训练局局长华雷、总政治部文化部电影处副处长唐瑜为。筹委会下设筹备处，胡介民为秘书长，夏国瑛、王苹为副秘书长。
1952年8月1日，经总政治部批准，中央人民政府革命军事委员会总政治部解放军电影制片厂在北京正式建厂。厂长是从西南军区政治部文化部副部长任上调来的陈播，第二厂长是司徒慧敏。成立之初，仅摄制军事教育片和纪录片。1955年起，开始摄制故事片。
1956年1月，经总政治部批准，更名为中国人民解放军总政治部八一电影制片厂。1965年12月22日，中央军委决定，将该厂改名为“中国人民解放军总政治部电影制片局”，该局对外影片字幕仍用“八一电影制片厂”。1968年9月16日，更名为中国人民解放军八一电影制片厂。
1968年4月24日，八一电影制片厂成立革命委员会。1973年秋，叶剑英主持中央军委的工作，与李德生商量撤消八一厂的革命委员会，恢复为文革前的厂长制。但是三团两厂（钱浩亮掌管的中国京剧团、刘庆棠掌管的中央歌舞团、中央乐团及北京电影制片厂、八一电影制片厂）是江青的“试验田”，军队管不了八一厂。所以，叶剑英、李德生交代革命委员会主任彭勃给中华人民共和国国务院总理周恩来写报告，建议撤消八一厂革命委员会、改为厂长制。周恩来在彭勃的报告上批示“照办”。根据事前准备，收到批示后，彭勃当即召开全厂大会，任命王心刚为厂长，彭勃为党委书记兼政治委员。
在深化国防和军队改革中，2016年1月中国人民解放军总政治部改为中央军委政治工作部，八一电影制片厂转隶中央军委政治工作部，业务由中央军委政治工作部宣传局文化处指导。
2018年，在深化国防和军队改革中，原八一电影制片厂、原总政歌舞团、原总政歌剧团、原总政话剧团、原总政军乐团合并成立中国人民解放军文化艺术中心，其中原八一电影制片厂更名为“中国人民解放军文化艺术中心电影电视制作部”，并由副军级编制降为正师级编制，但仍保留八一电影制片厂厂标。合并调整后，原八一电影制片厂的七部一处（政治部、生产部、技术部、文学部、故事片部、军事片部、电视部、行政管理处）全部撤销；原故事片部的导演室、摄影室、美术室不变。原八一电影制片厂八大车间（录音车间、剪辑车间（数字工作站）、洗印车间、特技烟火车间、照明车间、置景车间、化服道车间、动力车间）有留、有撤、有合，其中化服道车间与置景车间合并。

## 历任领导
| 中革军委总政治部军事教育电影制片厂建厂筹备委员会主任委员 - 陈沂（1951年3月－1952年5月2日） 中革军委总政治部解放军电影制片厂厂长 - 陈播 大校（1952年5月2日－1956年1月） - 司徒慧敏（1952年5月－1953年5月，第二厂长） - 陈亚丁（1953年5月－1955年） 中国人民解放军总政治部八一电影制片厂厂长 - 陈播 大校（1956年1月－1965年12月） 中国人民解放军总政治部电影制片局局长 - 陈播 大校（1965年12月－1966年5月） - 张少庭（1966年12月－1968年4月） 中国人民解放军八一电影制片厂厂长 - 彭勃（1969年12月－1973年11月，革命委员会主任） - 王心刚（1973年12月－1975年12月，业务副厂长、代厂长） - 刘佳（1975年12月－1978年3月） - 张景华（1978年3月－1985年3月） - 萧穆 少将（1985年3月－1992年9月） - 王晓棠 少将（1992年9月－1998年） - 郑振环 少将（1998年－2001年） - 明振江 少将（2001年－2012年4月） - 黄宏 少将（2012年4月－2015年3月） 中国人民解放军文化艺术中心电影电视制作部主任 - 柳建伟 大校（2018年至今） | 中国人民解放军总政治部八一电影制片厂政治委员 - 刘力生 大校（1957年12月－1960年5月） - 张景华 大校（1960年5月－1965年12月） 中国人民解放军总政治部电影制片局政治委员 - 张景华 大校（1965年12月－1966年12月） - 宋尚戟（1966年12月－1968年4月） 中国人民解放军八一电影制片厂政治委员 - 彭勃（1973年11月－1975年11月） - 慕湘（1975年12月－1978年3月） - 刘建国（1977年10月－1981年6月） - 傅铎（1981年6月－1985年5月） - 陈孟君（1986年5月－1990年8月） - 陈振焱（1990年8月－1994年） - 施盈富（1994年－1999年） - 王森泰（1999年－2004年） - 马福德 少将（2004年－2008年） - 张强 少将（2008年－2011年） - 张振沧 少将（2011年－2015年3月） - 张方军 少将（2015年3月－2018年） 中国人民解放军文化艺术中心电影电视制作部政治委员 - 大校（2018年至今） |

## 电影文化

### 代表作品

#### 新闻纪录片
《八一运动大会》、《解放军生活》系列、《东方巨响——中国两弹一星实录》、《世纪大阅兵》、《军营水神》

#### 军事教育片
《河川进攻》、《祁建华速成识字法》、《地雷战》、《地道战》

#### 故事片
《柳堡的故事》、《狼牙山五壮士》、《英雄虎胆》、《永不消逝的电波》、《海鹰》、《回民支队》、《万水千山》、《林海雪原》、《哥俩好》、《农奴》、《野火春风斗古城》、《抓壮丁》、《雷锋》、《白求恩大夫》、《打击侵略者》、《苦菜花》、《秘密图纸》、《闪闪的红星》、《平原作战》、《南海长城》、《红军不怕远征难——长征组歌》、《猎字“99”》、《二泉映月》、《归心似箭》、《今夜星光灿烂》、《铁甲008》、《路漫漫》、《许茂和他的女儿们》、《风雨下钟山》、《四渡赤水》、《陈赓蒙难》、《陈赓脱险》、《祁连山的回声》、《黄桥决战》、《雷场相思树》、《闪电行动》、《晚钟》、《巍巍昆仑》、《蛇谷奇兵》、《无影侦察队》、《白求恩——一个英雄的成长》、《大决战》、《犬王》、《大进军》、《大转折》、《惊涛骇浪》、《惊心动魄》、《惊天动地》、《冲出亚马逊》、《太行山上》、《我的长征》、《飞天》、《智取威虎山》、《建军大业》、《芳华》、《古田军号》、《长津湖》、《志愿军：雄兵出击》

#### 舞台艺术片
《东方红》、《红灯记》（京剧）、《红色娘子军》（京剧）

### 获奖影片

#### 金鸡奖
- 《钢铁长城》获1982年第2届金鸡奖特别奖
- 《四渡赤水》获1984年第4届金鸡奖特别奖
- 《再生之地》获1984年第4届金鸡奖最佳摄影奖、最佳录音奖、最佳报装奖
- 《手》获1986年第6届金鸡奖最佳纪录片奖
- 《中国革命之歌》获1986年第6届金鸡奖导演特别奖
- 《雷场相思树》获1987年第7届金鸡奖特别奖
- 《晚钟》获1989年第9届金鸡奖最佳导演奖、最佳男主角奖、最佳男配角奖、最佳摄影奖
- 《情系巴山》获1990年第10届金鸡奖最佳纪录片奖
- 《大决战》获1992年第12届金鸡奖最佳故事片奖、最佳导演奖、最佳美术奖、最佳剪辑奖、最佳道具奖、最佳烟火奖
- 《天界》获1993年第13届金鸡奖最纪录片奖
- 《弹道无痕》获1995年第15届金鸡奖导演处女作奖
- 《大漠歼匪记》获1995年第15届金鸡奖最佳剪辑奖
- 《阿甘正传》获1996年第16届金鸡奖最佳译制片奖
- 《较量——抗美援朝战争实录》获1996年第16届金鸡奖纪录片特别奖
- 《大转折》获1997年第17届金鸡奖最佳导演奖、最佳美术奖、最佳烟火奖
- 《席卷大西南》获1998年第18届金鸡奖特别奖、最佳编剧奖

#### 百花奖
- 《槐树庄》获1963年第2届百花奖获荣誉奖和最佳导演奖
- 《哥俩好》获1963年第2届百花奖最佳男演员奖。
- 《闪电行动》获1988年第11届百花奖获特别奖
- 《巍巍昆仑》获1990年第13届百花奖获最佳故事片奖
- 《大决战》获1992年第15届百花奖获最佳故事片奖
- 《大转折》获1997年第20届百花奖获最佳故事片奖

### 知名艺人

#### 导演
王苹、李俊、严寄洲

#### 演员
王晓棠、田华、王心刚、古月、张良、岳红、陶玉玲、唐国强、高保成、斯琴高娃、巫剛、李幼斌、刘之冰、吴其江

#### 编剧
黄宗江

#### 美工
崔登高

#### 服装师
崔学礼